# 古舘佑太郎
古舘 佑太郎（ふるたち ゆうたろう、1991年4月5日 - ）は、日本の俳優、ミュージシャン。東京都世田谷区出身。1994所属（U.F.O.カンパニー業務提携）。

## 略歴
父はフリーアナウンサーの古舘伊知郎。姉が二人いる。幼稚舎から慶應義塾に通う。

### 音楽活動
慶應義塾高等学校在学中に同級生たちと共にバンド活動を始め、The SALOVERS（ザ・サラバーズ）を結成してボーカリストとして活動を開始。2010年にアルバム『C'mon Dresden.』を発表。
2011年10月から2012年9月まで、FM802『MUSIC FREAKS』のパーソナリティを蒼山幸子（ねごと）と隔週交代で担当。
2015年3月にThe SALOVERSの活動が無期限停止となると、ソロ活動を開始。Youth Recordsより10月にミニアルバム『CHIC HACK』を、翌2016年11月に初のフルアルバムとなる『BETTER』を発表。
2017年3月、新たなバンド2（ツー）を結成し、10月4日にアルバム『VIRGIN』を発表。2018年4月5日にセカンドアルバム『GO 2 THE NEW WORLD』を発表。2021年6月に活動休止し、2022年2月22日にバンド名をTHE 2に改め活動再開。2024年2月22日に解散。

### 俳優活動
2014年には映画『日々ロック』（松竹配給）に俳優として出演し、The SALOVERSとして劇中曲を提供。
2015年より俳優としての活動を本格化させ、NHK BSプレミアムのミステリードラマ『謎解きLIVE 四角館の密室殺人事件』が本格的デビュー作となった。
2017年放送のNHK連続テレビ小説『ひよっこ』に、和菓子店「柏木堂」の長男・ヤスハル役で出演。
「MOOSIC LAB 2017」出品作『アイムクレイジー』（工藤将亮監督）で主演を務め、同映画祭の長編部門の男優賞を受賞。
2019年には主演作として映画『いちごの唄』（菅原伸太郎監督、石橋静河とのダブル主演）や前述の映画『アイムクレイジー』が公開された。2020年にも主演作としてミュージカル映画『とってもゴースト』（角川裕明監督、安蘭けいとのダブル主演）が公開された。

## ディスコグラフィ

### アルバム
- CHIC HACK（2015年、Youth Records）
- BETTER（2016年、Youth Records）

### タイアップ
| 曲名                   | タイアップ                                   |
| ---------------------- | -------------------------------------------- |
| ハッピーアイランディア | 映画『ハッピーアイランド』主題歌、劇伴も担当 |
| LONELINESS BOY         | 映画『アイムクレイジー』主題歌               |

## 出演

### 映画
- 日々ロック（2014年） - 犬飼雄一郎 役
- 笠置ROCK!（2017年） - 主演・石田裕也 役
- ナラタージュ（2017年） - 黒川博文 役
- 九月の恋と出会うまで（2019年） - 森秋真一 役
- いちごの唄（2019年7月5日） - 主演・笹沢コウタ 役[10]　※石橋静河とのダブル主演[11]
- アイムクレイジー（2019年8月24日） - 主演・坂口佑樹 役
- とってもゴースト（2020年2月15日） - 主演・服部光司 役　※安蘭けいとのダブル主演
- 海クロールとリトルマンハッタン Crawling in the ocean called Little Manhattan（2023年1月21日） - 主演

### テレビドラマ
- 謎解きLIVE 四角館の密室殺人事件（2016年1月23日・24日、NHK BSプレミアム） - 松浦尚志 役
- 連続テレビ小説 ひよっこ（2017年4月3日 - 9月30日、NHK） - 柏木ヤスハル 役
- 赤ひげ（2017年11月3日 - 12月22日、NHK BSプレミアム） - 森半太夫 役
- まかない荘2（2017年10月17日 - 12月19日、メ〜テレ） - 山中啓太 役
- 99.9-刑事専門弁護士- SEASON II 第6話（2018年2月25日、TBS） - 坂本卓 役
- この世界の片隅に（2018年7月15日 - 9月16日、TBS） - 江口浩輔 役
- あのコの夢を見たんです。 第7話（2020年11月14日、テレビ東京） - 若森 役
- 六畳間のピアノマン（2021年2月6日 - 27日、NHK） - 夏野誠 役
- ナイトドクター 第7話・第8話（2021年8月16日・23日、フジテレビ） - 里中悟 役
- 龍虎の理（2021年5月28日、日本映画専門チャンネル）
- 大岡越前6 第2回（2022年5月20日、NHK BSプレミアム） - 巳之助 役
- しょうもない僕らの恋愛論（2023年1月19日 - 3月23日、読売テレビ・日本テレビ） - 堀江 役[13]
- 大河ドラマ 光る君へ 第41回 - 最終回（2024年10月27日 - 12月15日、NHK） - 藤原通任 役[14]
- ゲレンデ飯（2025年4月9日 - 、MBS・TBS） - 二階堂 役[15]

### バラエティ番組
- あさイチ（NHK） - 2017年11月7日、ゲスト
- アウト×デラックス（フジテレビ） - 2024年9月26日、ゲスト（父伊知郎とテレビ初共演）

### 舞台
- 独りぼっちのブルース・レッドフィールド（2015年2月 - 3月、シアターサンモール） - ジャック 役
- Superendroller LIVE“scene02” blue, blew, bloom（2016年3月、VACANT） - 主演・桜 役

### CM
- Spotify キミの新しい音楽 「パンクロックと反逆者＝吉川編」（2016年11月）

## 作品

### 舞台
- Superendroller LIVE“scene03” monster & moonster（2017年3月、VACANT） - 劇伴

### 映画
- ハッピーアイランド（2017年） - 劇伴・主題歌

## 著作
- カトマンズに飛ばされて　旅嫌いな僕のアジア10カ国激闘日記（2025年3月12日、幻冬舎）

### 短編小説
- 青春の象徴 恋のすべて（2015年10月 - 2016年10月、NeoL Magazine WEB連載）